# Puckinger See
Der Puckinger See (auch Badesee Pucking) ist ein östlich des gleichnamigen Ortes Pucking künstlich angelegtes Naherholungsgebiet für Linz. Es umfasst den Badesee, eine kleine Liegewiese, Tennisplätze, eine Kleingartenanlage, ein Sportzentrum mit Kletterhalle und einen Beachvolleyballplatz.

## Geschichte
Wie bei vielen Seen im Linzer Umland dienten die Schottervorkommen auf dem Gebiet des heutigen Puckinger Sees einem Bauprojekt. Beim Bau der A25 Welser Autobahn (früher Linzer Autobahn) zwischen dem Knoten Haid (Ansfelden) und dem Knoten Wels wurden rund 40.000 Kubikmeter Material abgebaut. Die Grube füllte sich mit Wasser und so entstand der Puckinger See. Der See wird aus dem Grundwasserstrom der naheliegenden Traun gespeist.

## Naherholungsgebiet Puckinger See heute
Der Puckinger See wird heute als Naherholungsgebiet genutzt. Durch seine Lage neben der A25, von der ihn ein nur rund 150 Meter breiter Streifen an Liegewiese und Baumbestand trennt ist die Lärmbelastung höher und konstanter als zum Beispiel am Pichlinger See an dem die Westbahn vorbeiführt. Obwohl das Wasser Badequalität hat, trüben der Lärmpegel, der dichte Bewuchs mit Wasserpflanzen und die steilen Uferböschungen das Badevergnügen.
Der See ist im Durchschnitt 4 Meter tief, sein Grund ist dicht bewachsen. Der Fischbestand ist vielfältig, so finden sich Karpfen, Zander, Wels und auch ein Löffelstör im bis zu 25 Grad Celsius warmen Wasser.
Am Ostufer befinden sich ein Buffet (nur während Veranstaltungen am Sportplatz geöffnet), Stocksport- sowie Fußballplätze und Sanitäranlagen. Anfang dieses Jahrzehnts errichtete die Gemeinde Pucking am Südufer einen Beachvolleyballplatz. Hier finden sich auch eine Kletterhalle und die Kleingartensiedlung. Der Westteil des Sees ist naturbelassen, im Norden befindet sich die schmale Liegewiese, die direkt an die Autobahn grenzt. 
Der See ist durch den vielfältigen Fischbestand bei Anglern sehr beliebt. Im Winter finden sich auf der gefrorenen Wasserfläche Eisläufer und Stockschützen zur gemeinsamen Freizeitbeschäftigung ein.

## Tauchen
Das Tauchen im Puckinger See ist nur mit einem, von der Gemeindeverwaltung ausgestellten, kostenpflichtigen Berechtigungsschein gestattet.